# Санта Лючия
Санта Лючия (итал. Santa Lucia) — неаполитанская песня.

## История создания
Песня в её нынешнем виде сложилась в XIX столетии. Писатель и аристократ Микеле Дзецца написал текст на неаполитанском диалекте под названием «Рыбацкая песня из Санта-Лючии» (неап. Lo varcajuolo de Santa Lucia), воспевающий красочное прибрежное местечко Санта-Лючия на берегу Неаполитанского залива; этот текст публиковался в Неаполе в виде листовок. Композитор Теодоро Коттрау в 1848 году опубликовал в принадлежавшем ему музыкальном издательстве музыку песни, предположительно основанную на услышанном им подлинном рыбацком напеве; в издании 1850 года появился текст на итальянском языке, имеется также посвящение нидерландской аристократке Адельфине Дейтц (1831—1880); в некоторых изданиях XIX века авторству Коттрау приписывались только слова, а музыка атрибутировалась молодому неаполитанскому композитору Акилле Лонго. В то же время уже в XIX веке автором итальянского текста считался Энрико Коссович. Первоначальный текст на диалекте носил более приземлённый характер, рассказывая о том, как приятно поесть на свежем воздухе, наслаждаясь движением лодки по морю; в итальянской версии текста внимание сосредотачивается на более отвлечённом удовольствии от природных красот. Некоторые специалисты полагают, что «Санта Лючия» стала первой неаполитанской песней с текстом на общенациональном итальянском языке, и поэтому именно с этой песни начинается общеитальянская песенная культура.
Песня была записана Энрико Карузо в 1916 году на студии компании Victor. В разные годы её также исполняли Титта Руффо, Робертино Лорети, Лучано Паваротти, Хосе Каррерас, Тамара Синявская, Элвис Пресли, Александр Градский и многие другие.

## Классический итальянский текст (1849)
Sul mare luccica l’astro d’argento.

Placida è l’onda, prospero è il vento.

Sul mare luccica l’astro d’argento.

Placida è l’onda, prospero è il vento.

Venite all’agile barchetta mia,

Santa Lucia! Santa Lucia!

Venite all’agile barchetta mia,

Santa Lucia! Santa Lucia!

Con questo zeffiro, così soave,

Oh, com’è bello star' sulla nave!

Con questo zeffiro, così soave,

Oh, com’è bello star' sulla nave!

Su passeggeri, venite via!

Santa Lucia! Santa Lucia!

Su passeggeri, venite via!

Santa Lucia! Santa Lucia!

In fra le tende, bandir la cena

In una sera così serena,

In fra le tende, bandir la cena

In una sera così serena,

Chi non dimanda, chi non desia.

Santa Lucia! Santa Lucia!

Chi non dimanda, chi non desia.

Santa Lucia! Santa Lucia!

Mare sì placida, vento sì caro,

Scordar fa i triboli al marinaro,

Mare sì placida, vento sì caro,

Scordar fa i triboli al marinaro,

E va gridando con allegria,

Santa Lucia! Santa Lucia!

E va gridando con allegria,

Santa Lucia! Santa Lucia!

O dolce Napoli, o suol beato,

Ove sorridere volle il creato,

O dolce Napoli, o suol beato,

Ove sorridere volle il creato,

Tu sei l’impero dell’armonia,

Santa Lucia! Santa Lucia!

Tu sei l’impero dell’armonia,

Santa Lucia! Santa Lucia!

Or che tardate? Bella è la sera.

Spira un’auretta fresca e leggiera.

Or che tardate? Bella è la sera.

Spira un’auretta fresca e leggiera.

Venite all’agile barchetta mia,

Santa Lucia! Santa Lucia!

Venite all’agile barchetta mia,

Santa Lucia! Santa Lucia!